# Helmuth Stieff
Helmuth Stieff (Deutsch Eylau, 6 juni 1901 - Berlijn, 8 augustus 1944) was een Duits generaal en lid van het Oberkommando des Heeres (OKH), het hoofdkwartier van de Duitse landmacht tijdens de Tweede Wereldoorlog. Hij nam deel aan de mislukte pogingen van het Duitse verzet om Adolf Hitler te vermoorden op 7 en 20 juli 1944 en werd daarvoor ter dood veroordeeld.

## Carrière
Stieff werd geboren in de toenmalige Duitse provincie West-Pruisen. Hij studeerde af aan de Infanterieschule te München in 1922 en werd aangesteld als luitenant van de infanterie. Al in 1927 diende de jonge Stieff ter ondersteuning van de Duitse generale staf van de Reichswehr, het Duitse leger na de Eerste Wereldoorlog.
Stieff trad toe tot de generale staf van de Wehrmacht in 1938 en diende in de Organisationsabteilung (coördinatie-afdeling) onder bevel van majoor Adolf Heusinger.
Dankzij zijn uitstekende organisatorische vaardigheden werd Stieff in oktober 1942 benoemd tot leidinggevende van de Organisatie op OKH, ondanks Hitlers sterke persoonlijke afkeer. Hitler beschouwde Stieff namelijk als een "kleine giftige dwerg".
Tijdens de invasie van Polen in 1939 ontwikkelde Stieff een sterke afschuw voor de militaire nazi-strategie. Dit bleek onder meer uit brieven die hij had geschreven naar zijn vrouw, waarin hij het verloop en de wreedheden van Hitlers oorlog in het bezette Polen beschreef. Zo beschouwde hij zichzelf als een "instrument van een despotische wil om te vernietigen, zonder enig oog voor menselijkheid en eenvoudig fatsoen".

## Verzetsstrijder
Naar aanleiding van de uitnodiging van generaal Henning von Tresckow, trad Stieff toe tot het Duitse Verzet in de zomer van 1943. Aangezien hij de leiding had over de Organisationsabteilung kon hij explosieven verzamelen zonder argwaan te wekken, waaronder zelfs een paar van buitenlandse origine. Stieff was dan ook diegene die Axel von dem Bussche voorzag van explosieven die gebruikt werden bij de geannuleerde aanslag op Hitler in de Wolfsschanze in november.
Als een van de officieren die af en toe toegang had tot Hitler, meldde Stieff zich aan als vrijwilliger om Hitler te vermoorden door middel van een zelfmoordaanslag, maar krabbelde later al snel terug ondanks de herhaalde verzoeken van Tresckow en kolonel Claus von Stauffenberg om de aanslag alsnog uit te voeren. Op 7 juli 1944, tijdens een demonstratie van de nieuwe uniformen in het bijzijn van Hitler in Schloss Klessheim (een paleis in de buurt van Salzburg) was Stieff niet in staat om de bom te activeren, waardoor Stauffenberg besloot om zelf Hitler te vermoorden.
De ochtend van 20 juli vloog Stieff met Stauffenberg en luitenant-kolonel Werner von Haeften in het Heinkel He 111-vliegtuig van generaal Eduard Wagner van Berlijn naar de Wolfsschanze. Maar 's avonds werd hij gearresteerd en door de Gestapo onder marteling ondervraagd. Stieff hield enkele dagen stand tegen de pogingen van de Gestapo om de namen van collega-samenzweerders te bekomen. Verstoten door de Wehrmacht, werd hij berecht door het Volksgerichtshof onder president Roland Freisler en ter dood veroordeeld op 8 augustus 1944. Op persoonlijk verzoek van Hitler werd Hellmuth Stieff opgehangen in de middag van diezelfde dag in de Plötzensee-gevangenis in Berlijn.
Ili Stieff, zijn echtgenote, zou na de oorlog jarenlang moeten procederen om aanspraak te kunnen maken op een weduwepensioen. De vonnissen uit de oorlog bleven in de nieuwe Bondsrepubliek immers gewoon rechtsgeldig; tegelijk beschouwde een deel van de Duitse bevolking verzetslui zoals Stieff vaak nog als verraders. Pas in 1960, toen het hoogste administratieve hof Bundesverwaltungsgericht de veroordeling van Stieff als een duidelijk onrecht bestempelde, kreeg mevrouw Stieff haar weduwepensioen.

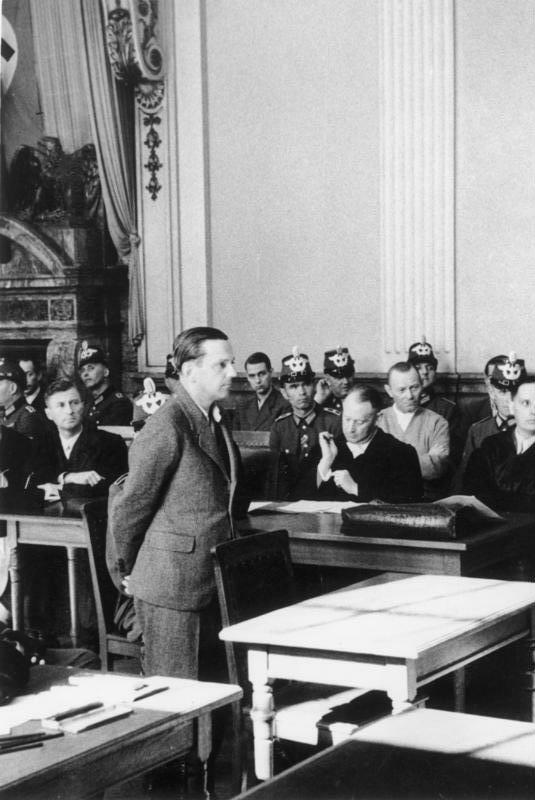
Helmuth Stieff op de rechtszitting in de rechtbank

## Militaire loopbaan
- Leutnant: 1922
- Oberleutnant: 1 februari 1927[4]
- Hauptmann: 1 april 1934[4]
- Major: 1 augustus 1938[4]
- Oberstleutnant: 1940[5]
- Oberst: 1942[5]
- Generalmajor:

- Opmerking: de rang van Generalmajor is vergelijkbaar met die van een hedendaagse Brigadegeneraal (OF-6). Het Duitse leger (Heer) kende tijdens de Tweede Wereldoorlog geen rang van een Brigadegeneraal, waardoor de eerste generaalsrang een Generalmajor was. Het naoorlogse Duitse leger kent overigens wel volgens de NAVO schaal een Brigadegeneraal als eerste generaalsrang.

## Decoraties
- Duitse Kruis in goud op 16 februari 1942 als Oberstleutnant i.G. in Stab Armeeoberkommando 4[6]
- IJzeren Kruis 1939, 1e klasse en 2e klasse